# Casa octágono

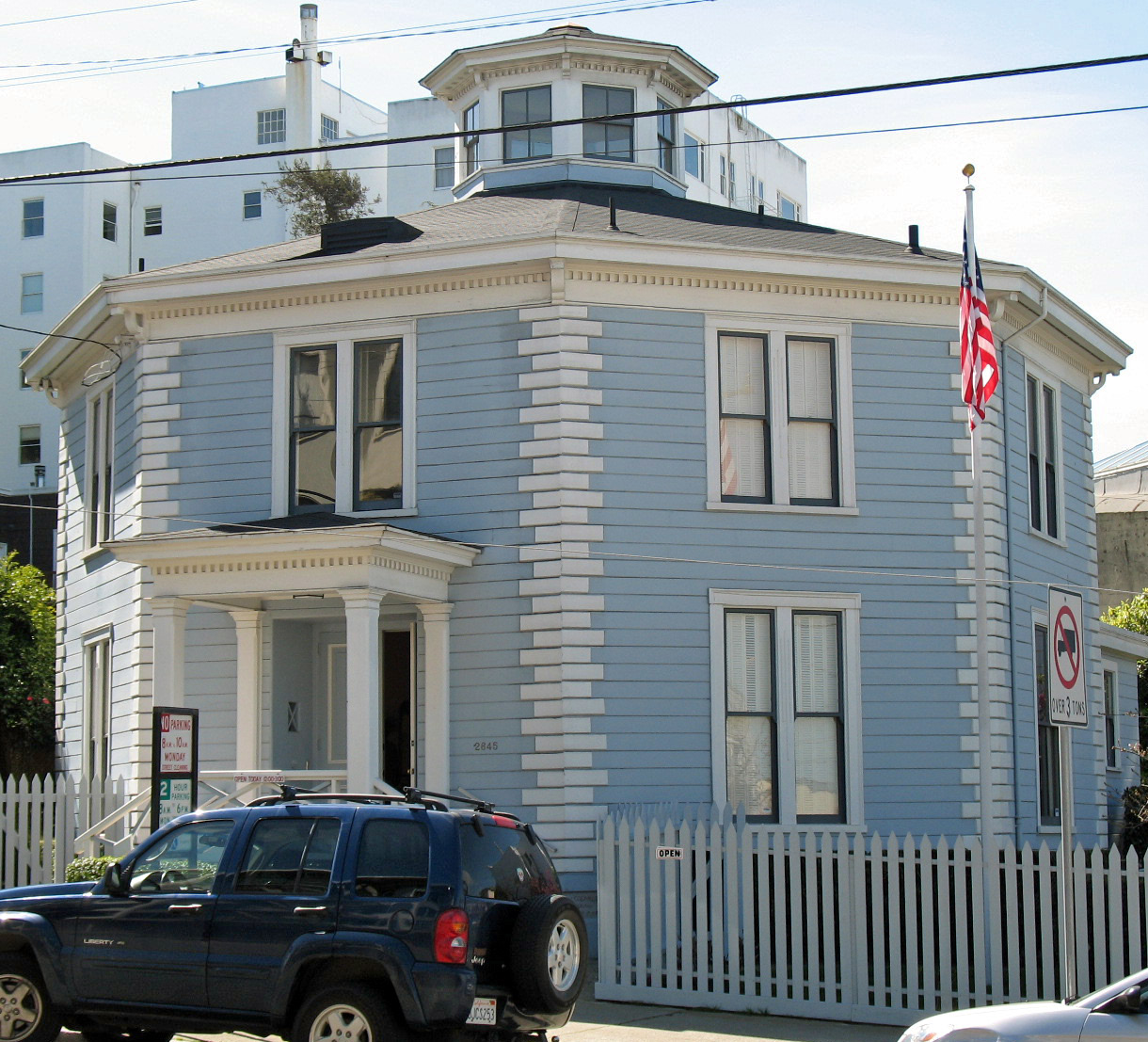
La casa del octágono de McElroy en Gough St. San Francisco, California; construida en concreto estructural (1861).

Las casas octágono fueron un estilo de casa único brevemente popular en la década de 1850 en Estados Unidos y Canadá. Se caracterizan por un plano octogonal (de ocho lados) y, a menudo, cuentan con un techo plano y una terraza alrededor. Su forma y apariencia inusuales, bastante diferentes de las casas ornamentadas con techo inclinado típicas de la época, generalmente se pueden rastrear a la influencia de un hombre, el arquitecto aficionado y experto en estilo de vida Orson Squire Fowler. Aunque hay otras casas octogonales en todo el mundo, el término casa octogonal generalmente se refiere específicamente a las casas octogonales construidas en América del Norte durante este período y hasta principios del siglo XX.

## Historia
Ejemplos tempranos, antes de Fowler:
- Poplar Forest, refugio privado y casa de plantación de Thomas Jefferson cerca de Lynchburg, Virginia.
- Casa John Tayloe III de William Thornton, más comúnmente llamada The Octagon House[2] en Washington, D.C Después de que los británicos quemaron la Casa Blanca durante la Guerra de 1812, el presidente James Madison se quedó en la Casa Octágono, y fue aquí que se firmó el Tratado de Gante (que puso fin a la guerra de 1812). Ahora es la sede del Instituto Americano de Arquitectos. Aunque se lo conoce como "El octágono", vale la pena señalar que este edificio en particular no es en realidad octogonal.

Ambas casas son grandes edificios de ladrillo en la tradición clásica. Pueden verse como precursores, pero son algo diferentes de las casas octágono victorianas que son esencialmente estructuras domésticas.

## Orson Squire Fowler
El principal propulsor de las casas octagonales fue Orson Squire Fowler. Fowler fue el conferencista y escritor más importante de Estados Unidos sobre frenología, la pseudociencia de definir las características de un individuo por los contornos del cráneo. A mediados del siglo XIX, Fowler dejó su huella en la arquitectura estadounidense cuando promocionó las ventajas de las casas octogonales sobre las estructuras rectangulares y cuadradas en su libro ampliamente publicitado, The Octagon House: A Home For All, or A New, Cheap, Convenient, y Modo Superior de Construcción, impreso en el año 1848. Como resultado de esta popular e influyente publicación, se erigieron unos pocos miles de casas octogonales en los Estados Unidos, principalmente en el Medio Oeste, la Costa Este y en partes cercanas de Canadá.

### Ventajas del plan octágono

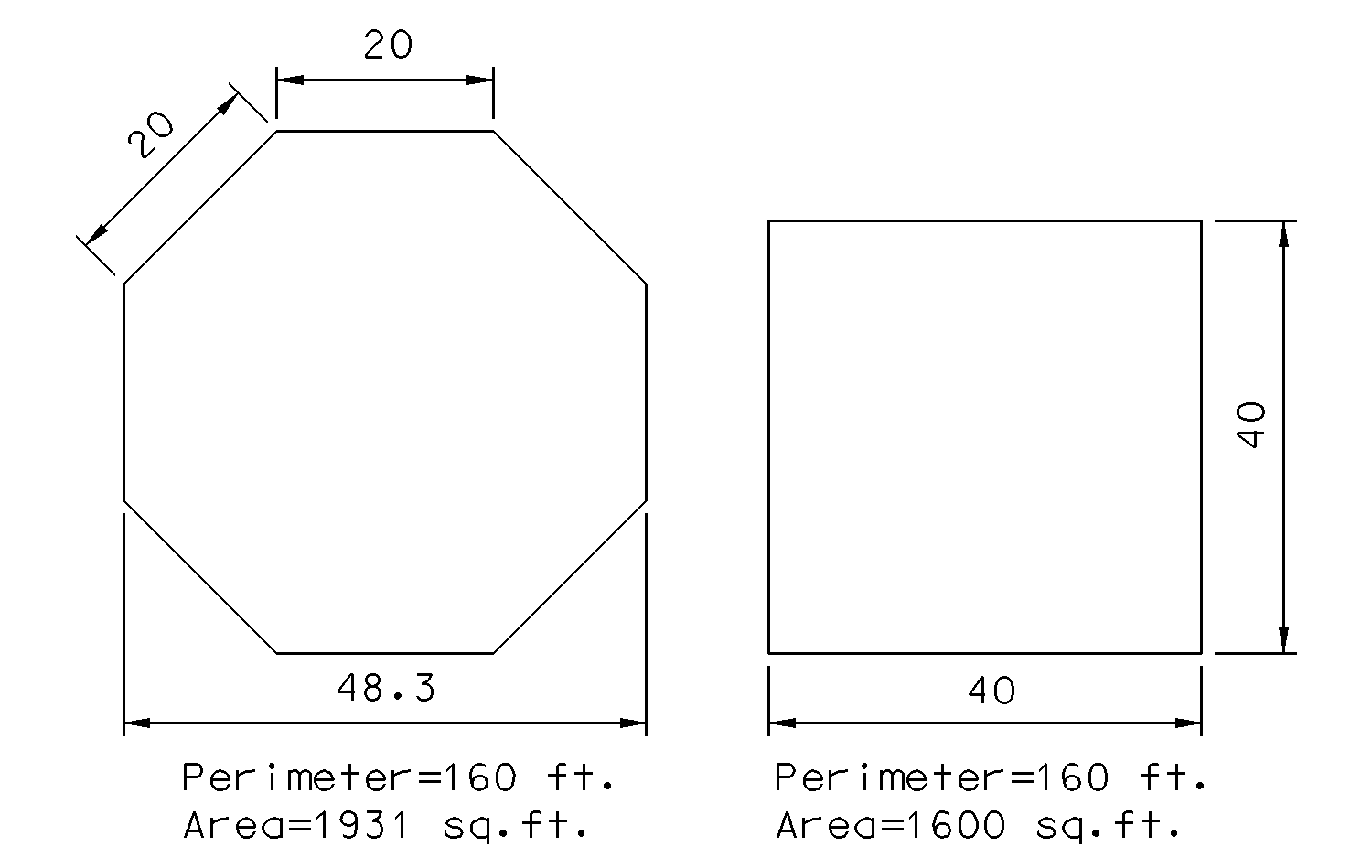
Comparado con un cuadrado, un octágono encierra aproximadamente un 20% de espacio adicional con el mismo perímetro.

Según Fowler, una casa octágono era más barata de construir, permitía espacio adicional para vivir, recibía más luz natural, era más fácil de calentar y permanecía más fresca en el verano. Todos estos beneficios se derivan de la geometría de un octágono: la forma encierra el espacio de manera eficiente, minimizando el área de superficie externa y, en consecuencia, la pérdida y ganancia de calor, los costos de construcción, etc. Un círculo es la forma más eficiente, pero difícil de construir y difícil de amueblar, por lo que un octágono es una aproximación sensata. Los constructores victorianos estaban acostumbrados a construir esquinas de 135°, como la típica ventana mirador, y podían adaptarse fácilmente a un plan octogonal.

### Criterios de diseño
The Octagon House de Fowler a veces se menciona incorrectamente como un libro de patrones, pero la popularidad del libro radica en la forma en que Fowler sugirió algunos principios generales y alentó a los lectores a inventar los detalles por sí mismos. Se ofrecen solo algunos ejemplos y, aparte de los planos, el libro solo tiene dos ilustraciones para mostrar cómo se vería una casa octogonal.
Primero, muestra algunas formas de subdividir un plano de planta octagonal. El siguiente es el plan octogonal de Howland, una pequeña casa diseñada por 'Messrs. Morgan and Brothers, arquitectos', que es similar a la Casa Norrish. A continuación, se incluye una descripción de la propia residencia del autor, ahora conocida como Fowler's Folly, en Fishkill, de la cual se detalla más adelante. Finalmente, Un plan superior para una casa de buen tamaño, que es un desarrollo de los planos de Fishkill, aparentemente propuesto por su grabador. La característica principal de sus planes es el deseo de eliminar el espacio de circulación innecesario, a veces hasta el punto de que la escalera principal es inconveniente, y la terraza externa es la mejor manera de moverse por la casa. Fowler no era arquitecto y, de alguna manera, sus teorías necesitaban un arquitecto para llevarlas a una conclusión viable.
Otras propuestas de diseño incluyen:
- Cubierta plana para recogida de agua de lluvia, con cisternas incorporadas para la distribución del agua.
- Filtrado de agua de lluvia, mediante lechos filtrantes formados por capas alternas de arena y carbón activado.
- Calefacción central mediante la distribución de aire caliente de un horno en el sótano.
- Chimeneas, conductos de aire y tubos de habla integrados en el espesor de las paredes.

Los ejemplos construidos varían mucho en cuanto a qué tan evidente es esta influencia.

## Ejemplos actuales
Las estimaciones varían, pero cientos de estas casas de la época victoriana todavía están en pie en los Estados Unidos y Canadá. Una estimación sitúa el número en 2.077. Incluso en su apogeo, las casas octágono nunca fueron la corriente principal; por el contrario, una casa de ocho lados parecía ser la elección no apta para cualquiera.
Las casas octágono más grandes que quedan en los Estados Unidos son Longwood en Natchez, Misisipi y Octagon House en Watertown, Wisconsin. Ambas casas están abiertas al público.
Fowler fue influyente, pero no el único defensor de las casas octogonales y otras estructuras. También hay graneros, escuelas, iglesias octagonales y en Canadá nichos octagonales.

## Variaciones de diseño
Dentro de la idea central de planta octogonal, estas casas muestran una amplia variedad tanto de construcción como de forma exterior.

### Geometría del plan
Una casa de octágono completo tiene 8 lados iguales, aunque no son inusuales ligeras variaciones de longitud. De hecho, esta es la forma más común, pero en algunos casos el octágono básico está parcialmente oscurecido por adiciones, ya sea en todo el perímetro como en la Casa Zelotes Holmes, o agregando un ala funcional fuera de la vista en la parte trasera. La Casa de los Siete Tejados en Mayo, Florida tiene frontones en siete lados, mientras que el octavo lado se extiende hacia atrás. La casa de Richard Peacon en Key West, Florida parece ser un octágono completo desde la calle, pero la parte trasera está cuadrada.

### Materiales
Fowler abogó por el uso de la construcción de "muros de grava" para los muros. Esta era una técnica experimental en ese momento, y aunque algunas se construyeron de esa manera, la mayoría de las casas octágono se construyeron de la misma manera que las casas ordinarias, con entramados de madera, ladrillo o piedra.

## Galería de casas octágono
Los siguientes son ejemplos de las casas octágono y la gama de variaciones de diseño que se pueden encontrar:

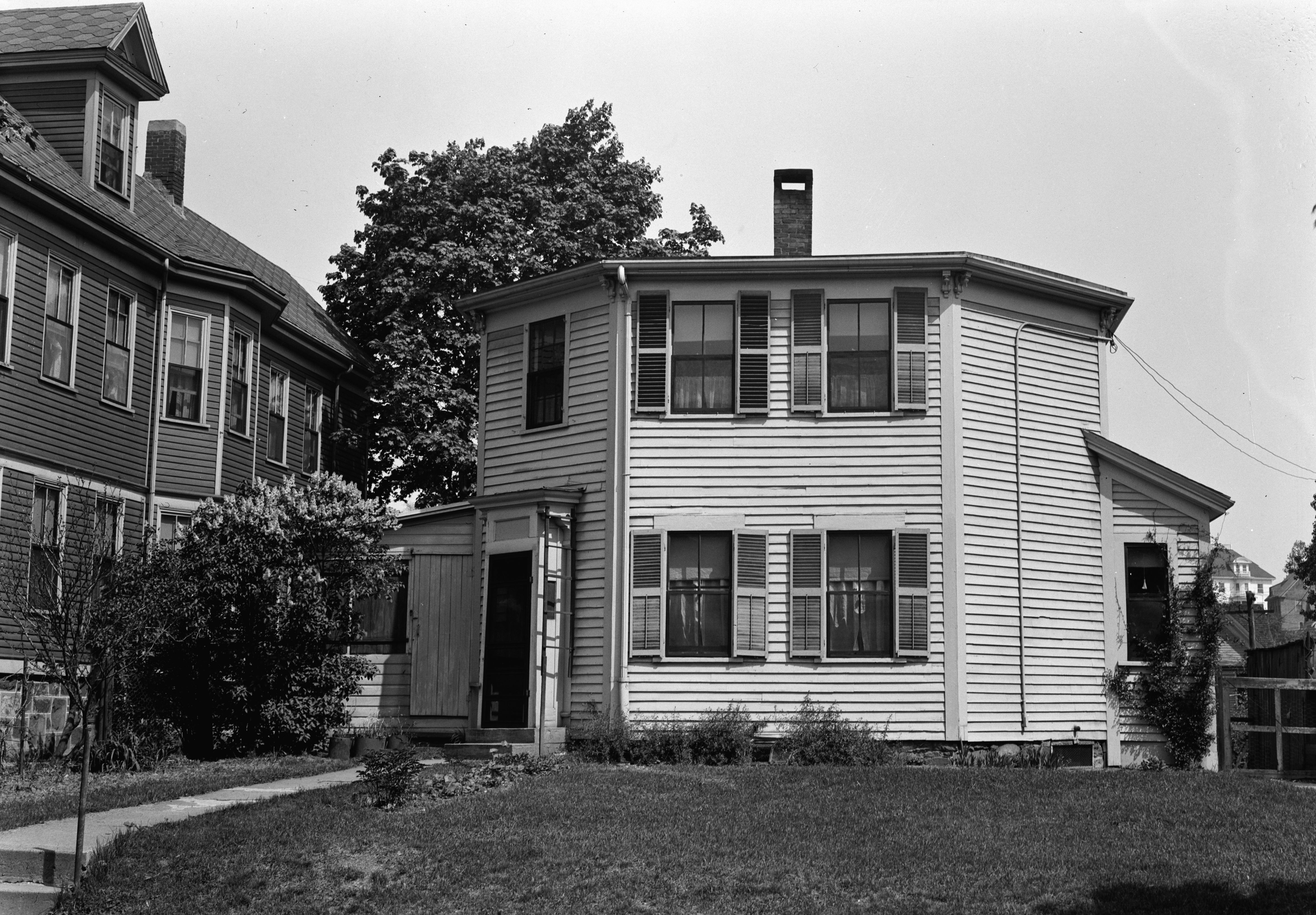
Casa modesta con estructura de madera y techo plano. Casa Bevis Tucker, Chelsea, Massachusetts.
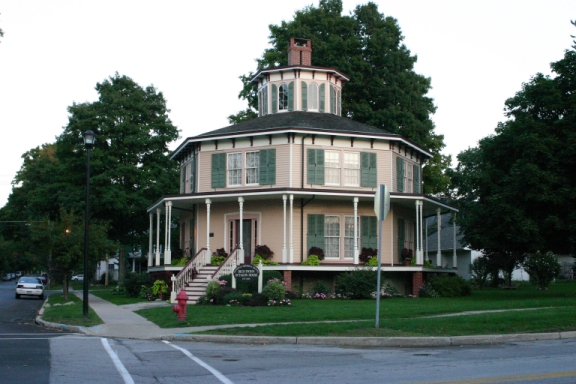
Casa grande con estructura de madera, techo inclinado y linterna. Las ventanas arqueadas y las contraventanas se suman al efecto decorativo. La Casa Octagon Rich-Twinn en Akron, Nueva York.
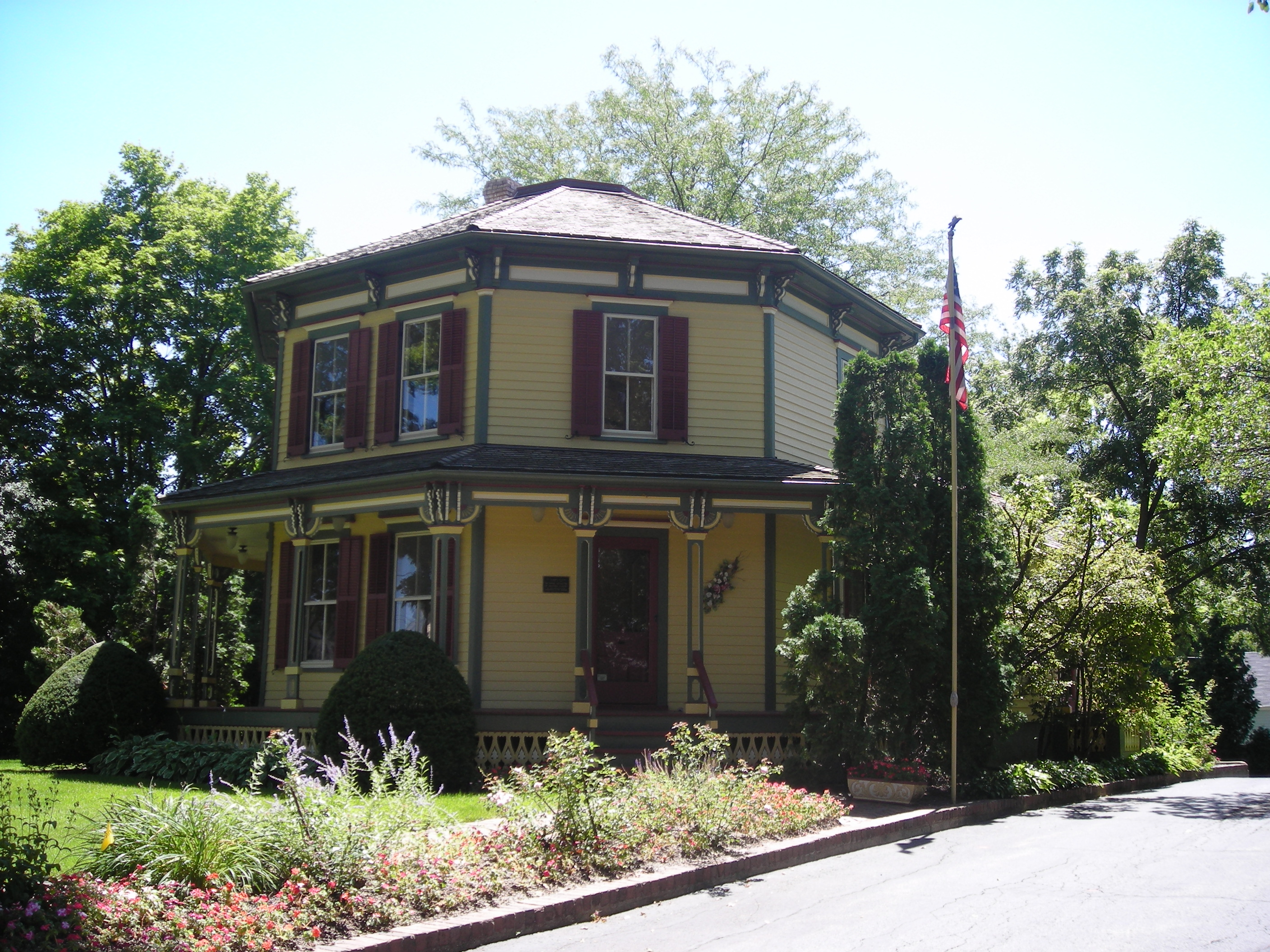
Casa de estructura de madera de tamaño modesto pero decorativa, que se observa pintada en colores 'tradicionales' que pueden reflejar el esquema de color original. Casa octágono, Barrington, Illinois (construido en 1860).
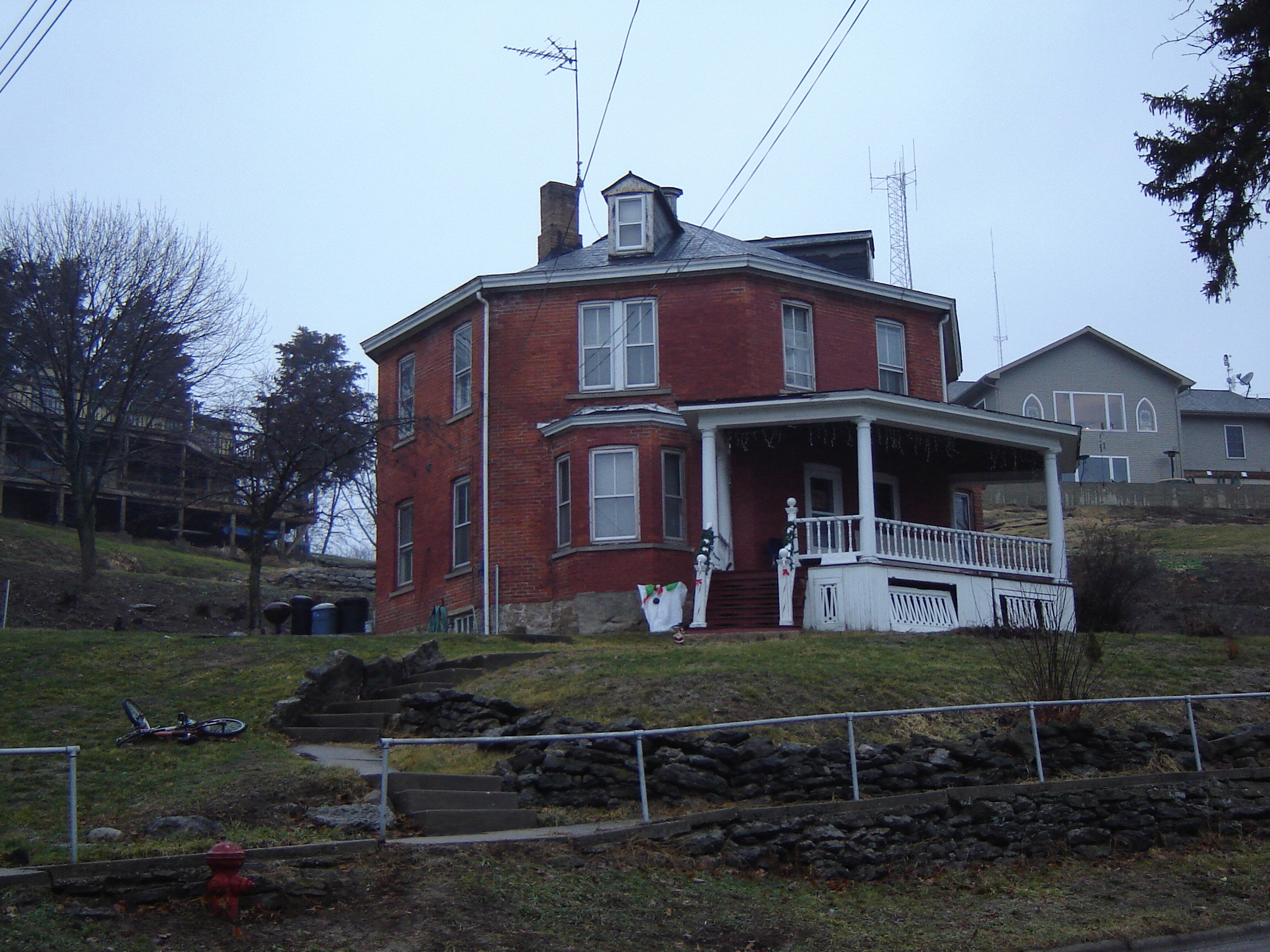
Casa de ladrillo simple sin elementos decorativos, excepto una modesta terraza delantera. Casa de Robert Waugh, Sparland, Illinois (construida en 1886).
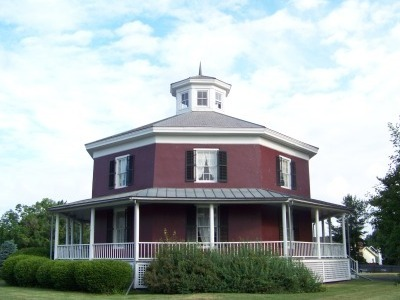
Casa de ladrillo perfectamente octogonal con terraza, techo inclinado y farol. Casa octágono Wilcox, Camillus, Nueva York (construido en 1856).
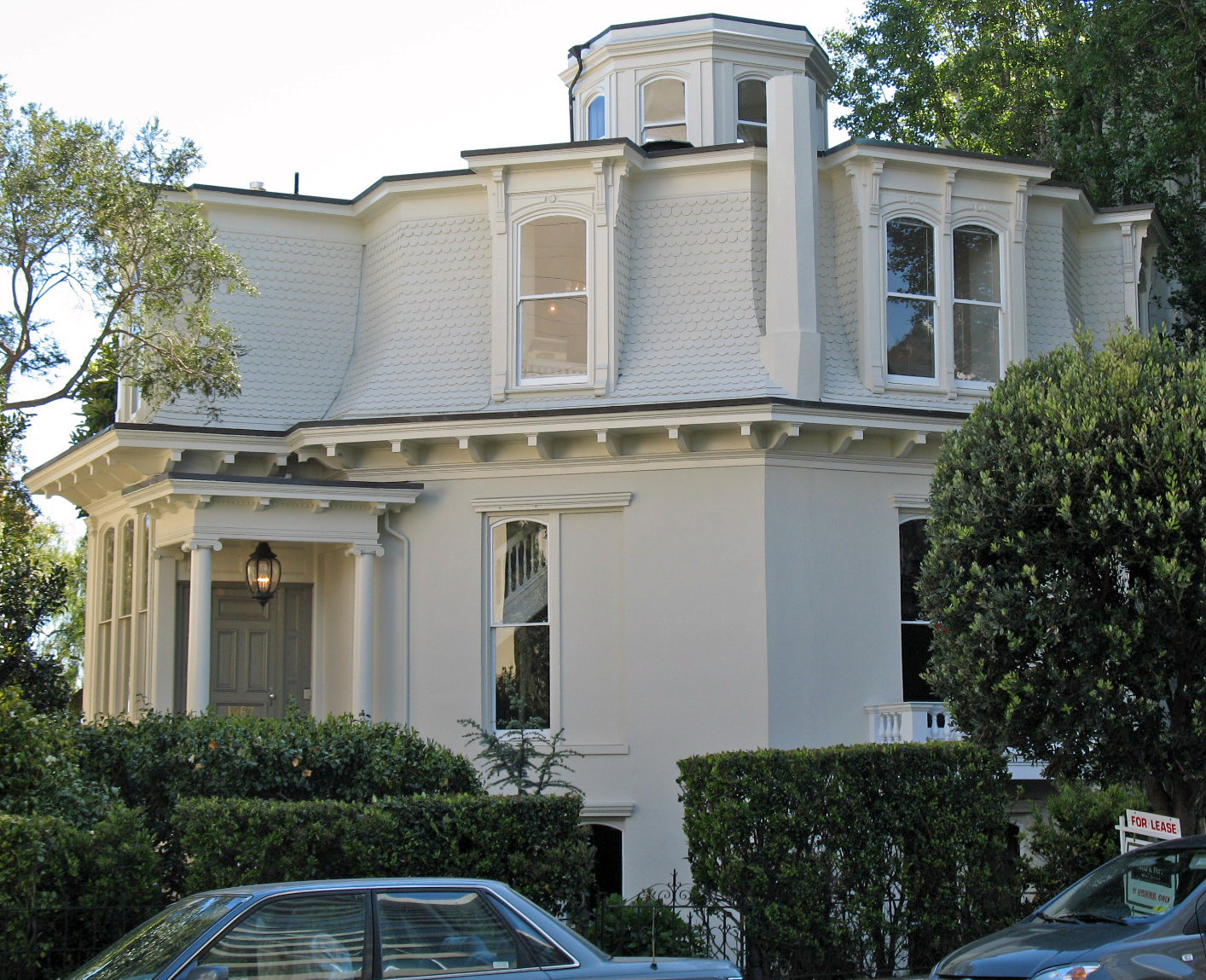
Una disposición similar de planta baja de mampostería y segundo piso con estructura de madera, pero construida en un estilo decorativo típico de San Francisco. Casa octágono Feusier, San Francisco, California (construido en 1857).
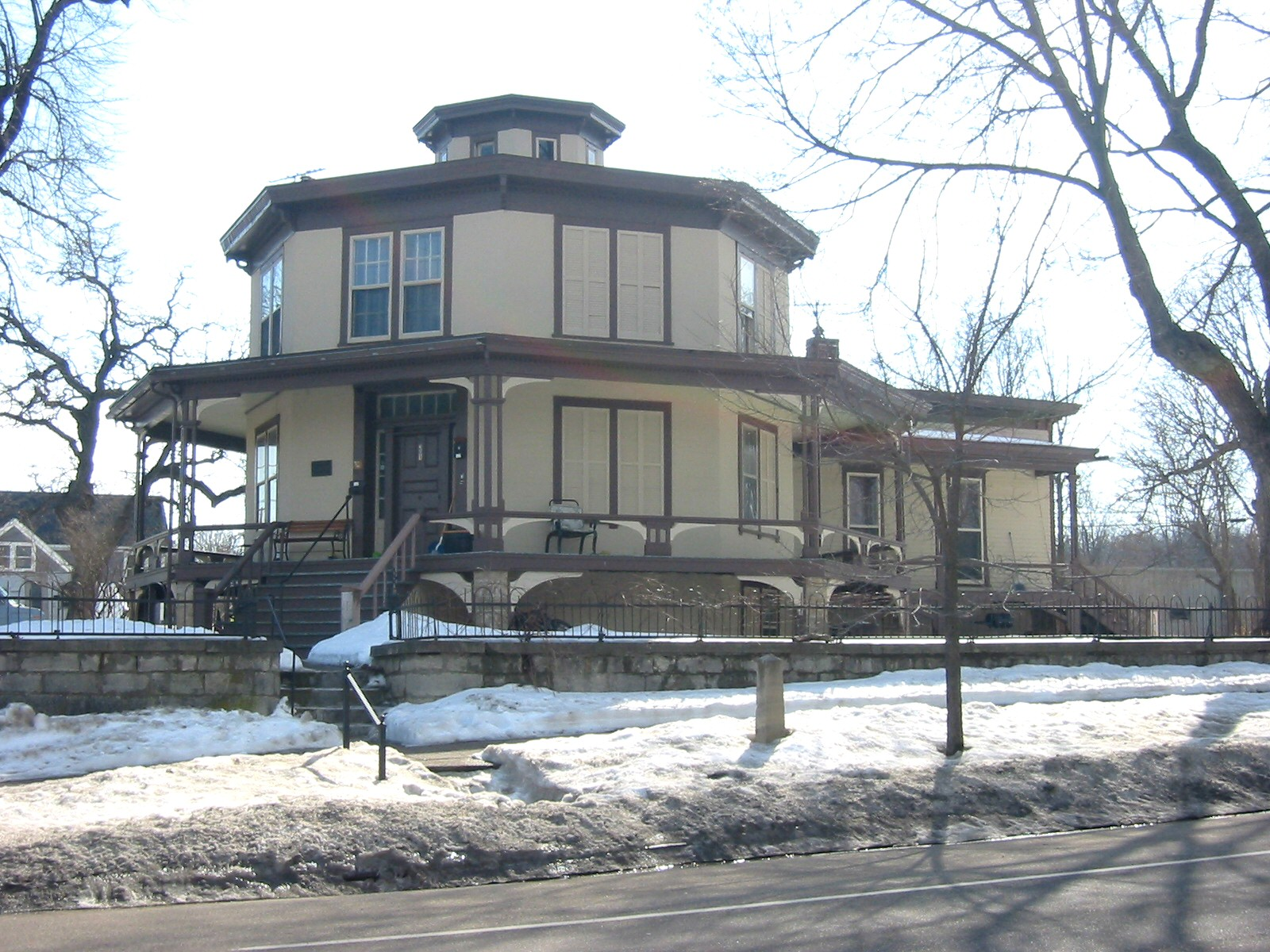
Vivienda severamente lisa, paredes de piedra caliza acabadas con revoco de cemento. Las características son típicas de la influencia de Fowler: terraza panorámica, techo plano y linterna central. Casa Norrish, Hastings, Minnesota (construida entre 1857 y 1858).
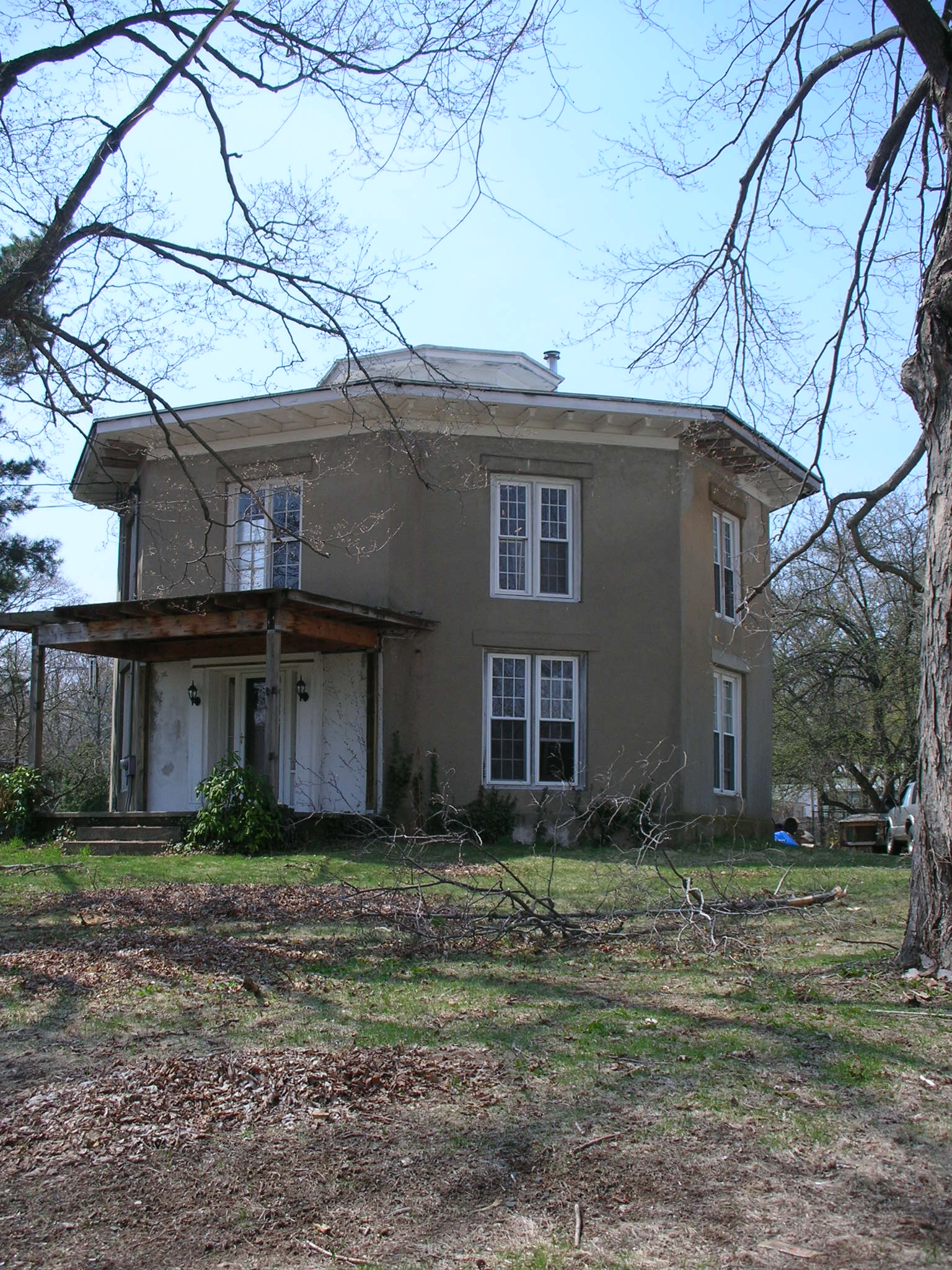
Una casa aún más sencilla, aunque bien proporcionada, sin terraza, solo un porche delantero. Casa octágono, Wallingford, Connecticut (construida en 1850).
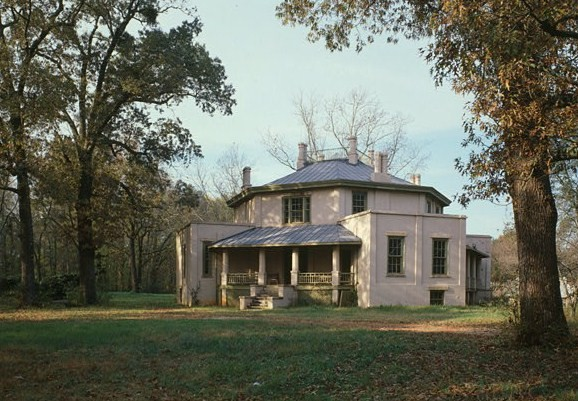
Un ejemplo de construcción de hormigón. Una variación del plano octágono puro, con alas cuadradas que se extienden por cuatro lados. Casa Zelotes Holmes, Laurens, Carolina del Sur (construido en 1859).
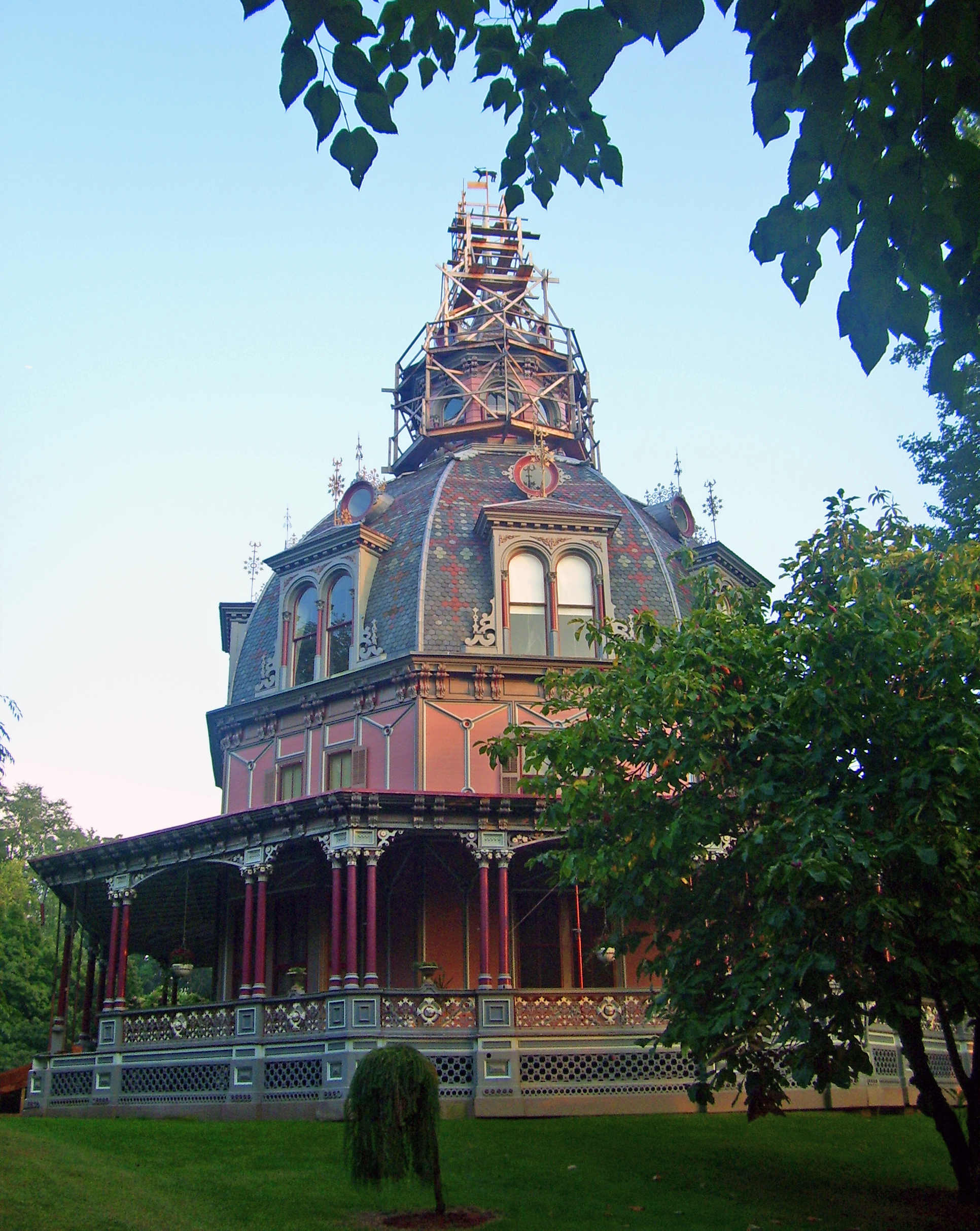
Casa grande y ornamentada, con un nivel de decoración más asociado a los edificios públicos. Originalmente de planeación más modesta, la casa se construyó en 1860 y la cúpula se añadió durante 1872-1876. Casa Armor-Stiner, Irvington, Nueva York.

## Otras lecturas
- Baker, John Milnes. Estilos de la casa americana: una guía concisa. Nueva York: WW Norton & Company, 2002.
- Puerzer, Ellen L. The Octagon House Inventory. Eight-Square Publishing, 2011.
- Rempel, John I. Edificio con madera . Toronto: Prensa de la Universidad de Toronto, 1967.
- Schmidt, Carl F. La moda del octágono. 1958.
- Schmidt, Carl F. y Philip Parr. Más sobre octágonos. 1978.
- Goncalves, Eliseu. El octágono en las casas de Orson Fowler. Revista Nexus, vol 13, nº 2. Basilea: Springer / Birkhauser, 2011.
- Fowler, Orson S. con una nueva introducción de Madeleine B. Stern. "La casa del octágono: un hogar para todos" Publicaciones de Dover, 1973.